# 巴伐利亞蜥屬
巴伐利亞蜥屬（學名：Bavarisaurus ），是一種已滅絕的蜥蜴，發現於德國巴伐利亞的索爾恩霍芬石灰岩。 是巴伐利亞蜥科的單型屬。
美頜龍肚中的蜥蜴化石 最初被約翰·奧斯特倫姆判定為該屬， 但在在2018年重新命名為美食蜥（學名：Schoenesmahl）。
正模標本為BSPHM 1873 III ，部分正模標本現已遺失。 第二具標本在1978年被約翰·奧斯特倫姆暫時歸類到巨指巴伐利亞蜥
（B. macrodactylus）。